# María Antonia Sanz Gaite
María Antonia Sanz Gaite (Valladolid, 7 de marzo de 1963) es una fiscal española. En la actualidad es Fiscal Jefa de la Inspección Fiscal de la Fiscalía General del Estado, siendo la primera mujer en ocupar este cargo.
Fue ponente redactora de la Circular 1/2011 relativa a la responsabilidad penal de las personas jurídicas conforme a la reforma del Código Penal efectuada por Ley Orgánica 5/2010, de 22 de junio, por la que se modifica la Ley Orgánica 10/1995, de 23 de noviembre, del Código Penal, primer texto oficial que abordó el estudio e interpretación de esta reforma. 
De 2016 a 2018, durante su destino como fiscal de la Fiscalía de la Audiencia Nacional coordinando la Sección Especializada en Delitos Económicos, estuvo a cargo, entre otros, de la calificación de los denominados Caso Rosell y Caso Straight Edge.
Con anterioridad a su nombramiento como fiscal jefa de la Inspección Fiscal, se desempeñó en la Secretaría Técnica de la Fiscalía General del Estado.
Es colaboradora en publicaciones generalistas, jurídicas y culturales (con el seudónimo Mara Sanz Gaite).

## Reconocimientos
- En 2011 recibió la Cruz Distinguida de Primera Clase de la Orden de San Raimundo de Peñafort por sus servicios al Derecho.[21]
- En 2014 recibió la Cruz al Mérito Policial con distintivo blanco en atención a los servicios prestados como Coordinadora del Servicio de Protección de Víctimas, Testigos y demás personas en situación de riesgo.[22]
- En 2023, con motivo del noveno aniversario de la Proclamación del rey Felipe VI, el Ministerio de Justicia le concedió la Cruz de Honor de la Orden de San Raimundo de Peñafort.[23]

## Producción bibliográfica
- Tratado de derecho penal económico[24] (obra colectiva) ISBN 978-84-1313-153-5
- La responsabilidad penal de las personas jurídicas en el proyecto de reforma de 2009,[25] una reflexión colectiva (obra colectiva) ISBN 978-84-9004-664-7
- Practicum Compliance tributario 2020[26][27] (obra colectiva) ISBN 978-84-1309-498-4